# Spitting Image (videojoc)
Spitting Image és un videojoc de lluita basat en el programa de televisió satíric Spitting Image. El joc va ser programat per Walking Circles, i va ser distribuït en Gran Bretanya per Domark a finals de 1988 i a l'Estat Espanyol el va distribuir ERBE en 1989.
El seu preu era de 9,95 £ en la versió casset i de 14,95 £ en la versió disquet. Posteriorment seria redistribuïda una edició més barata al preu de 2,95 £. A l'Estat Espanyol es va vendre per 875 pessetes.

## El joc
Segons el preàmbul del joc, un profeta ha determinat que dins dels set propers anys, hi haurà una guerra mundial que serà instigada per un "líder misteriós"; tan terrible que els italians ja s'han rendit i tan violent que el suïssos estaran implicats. D'aquesta guerra apareixerà un nou líder que dominarà el món.
El joc té sis personatges jugables: Margaret Thatcher del Regne Unit, Ronald Reagan dels Estats Units d'Amèrica, Mikhaïl Gorbatxov de la Unió Soviètica, el Papa Joan Pau II, l'Aiatol·là Khomeini i Pieter Willem Botha de Sud-àfrica. El joc selecciona aleatòriament un adversari i el personatge del jugador viatja al país del líder mundial rival per a disputar un combat on venç el millor de tres rondes. Elisabeth II arbitra i fa comentaris sobre les baralles, apareixent representada en un segell de correus en tot moment.
Spitting Image es va programar per a ordinadors de 8 bits, amb escenaris en dos dimensions i amb personatges amb una limitada varietat de moviments. Els personatges tenen moviments especials - Khomeini pot causar mal utilitzant la seua barba com a tercer puny mentre Thatcher pot propinar cabotades als seus adversaris. Els personatges també poden disposar d'un ajudant que pot actuar dos voltes en cada batalla. L'ajudant normalment llança alguna classe de projectil contra l'adversari amb té un rang d'acció específic, així que un experimentat jugador pot evitar-lo.
Després que els cinc adversaris s'hagen derrotat, el jugador ha de lluitar contra el "líder misteriós". Elisabeth II anuncia que l'equip de lluita de fang del Príncep Felip d'Edinburg està disponible i té lloc la batalla final del joc, que es realitza a les fosques mentre algú es canvia fora els llums. El fang ocasionalment taca la pantalla i l'única pista pel que fa a la posició dels personatges són els seus ulls.
Si el jugador pot vèncer el "líder misteriós", es revela que tot ha estat una invenció de John Rambo per a intentar controlar el món, acabant el joc.
Hi ha també disponible un mode per a dos jugadors, on els adversaris poden combatre a qualsevol de les sis localitzacions del joc. Aquest mode no té història.

## Recepció
Spitting Image va ser un dels primers videojocs a tractar una temàtica política. Tanmateix, el joc no va rebre crítiques massa bones; la revista Zzap 64 va puntuar la versió per a Commodore 64 amb un 39% en el número 47 de la revista, si bé va alabar l'excel·lent versió de la cançó del programa de televisió que incloïa la introducció del joc. Altres revistes donaren puntuacions més altes, però tampoc massa bones. Només la revista espanyola MicroHobby va donar una bona puntuació a Spitting Image.

## Versions
El joc va ser publicat per a ordinadors Spectrum, CPC i Amiga.